# Lachmiden

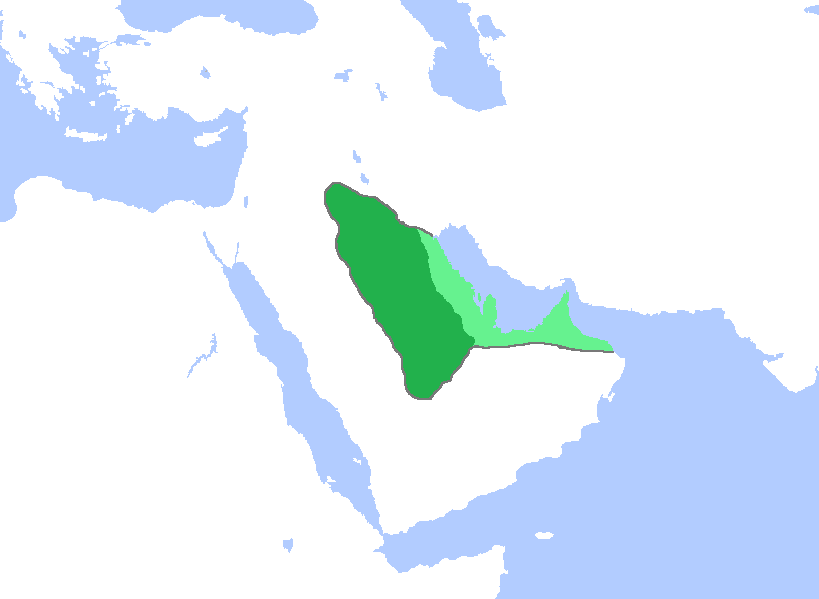
Karte der Lachmidendynastie

Die Lachmiden waren ein spätantikes arabisches Herrschergeschlecht im heutigen Irak. Diese Familie wird manchmal mit dem Stamm der Banū Laḫm (Kinder des Laḫm) verwechselt, dem sie angehörte und von dessen Urahn Laḫm ihr Name abgeleitet ist. Die übliche Bezeichnung „Lachmiden“ für die Dynastie ist insofern irreführend, als dieses Geschlecht nur einen Teil des Stammes ausmachte.

## Die Banū Laḫm
Der genealogischen Überlieferung zufolge stammte der Urahn Laḫm aus dem Jemen, was aber schon im Altertum umstritten war und heute als unglaubwürdig gilt. Er soll zur Zeit der alttestamentlichen Erzväter gelebt haben. In der Spätantike besiedelten die Banū Laḫm Teile Syriens, des Iraks, Palästinas und des Nordens der Arabischen Halbinsel. In Syrien vermischten sie sich mit dem Stamm Banū Ǧuḏām. Die genealogische Tradition führt die Banū Ǧuḏām auf einen Bruder Laḫms zurück, der ʿAmr (Spitzname Ǧuḏām) geheißen habe. Im 6. und im 7. Jahrhundert n. Chr. dominierten in Syrien die Banū Ǧuḏām; die Banū Laḫm wurden dort von ihnen mit der Zeit absorbiert.

## Drittes und viertes Jahrhundert
Der Gründer der Lachmidendynastie war ʿAmr ibn ʿAdī, der im späten 3. Jahrhundert n. Chr. lebte. Er war offenbar ein Emporkömmling, der seine Herrschaftslegitimation daraus ableitete, dass er mütterlicherseits ein Neffe des Königs Ǧadīma al-Abraš war, der den Stammesverband der Tanūḫ beherrschte; außerdem stammte er vom Königsgeschlecht von Osrhoene ab. Die Tanūḫ waren ein Zusammenschluss von Arabern unterschiedlicher Herkunft, die – anscheinend im frühen 3. Jahrhundert – nach Bahrain und in den südlichen Irak vorgedrungen waren, wohl unter Ausnutzung der damaligen Wirren im parthischen Arsakidenreich. ʿAmr, der Gründer der neuen Dynastie, gehörte den Tanūḫ jedoch nicht an. Er machte die Stadt Ḥīra (abgeleitet vom altsyrischen Herṯa für „Heerlager“) am westlichen Ufer des Euphrat (südwestlich von Naǧaf im Irak) zu seiner Hauptstadt. Die Stadt lag in einem fruchtbaren Gebiet und war wegen ihres angenehmen und gesunden Klimas berühmt. ʿAmr führte Eroberungsfeldzüge auf der Arabischen Halbinsel durch. Die Berichte über seine angebliche Auseinandersetzung mit der Königin Zenobia von Palmyra (siehe auch Reichskrise des 3. Jahrhunderts) sind als Legende zu bewerten.
ʿAmrs Sohn und Nachfolger Imruʾ al-Qays († 328) entzog sich dem persischen Einfluss und verbündete sich mit den Römern. Mit diesem Seitenwechsel war der Verlust der Hauptstadt Ḥīra und eine Verlagerung des Schwerpunkts seiner Macht nach Westen verbunden. Seine Grabinschrift nennt ihn übertreibend „König aller Araber“ – ein Titel, den er sich nach dem Bündnis mit Rom zugelegt hatte. Nach seinem Tod kam es offenbar zu einem Niedergang der Lachmiden, sogar zu einer Unterbrechung ihrer Herrschaft, und der rivalisierende syrische Stamm der Ghassaniden nutzte dieses Machtvakuum.

## Fünftes Jahrhundert
Den Wiederaufstieg des Lachmidenreichs leitete König an-Nuʿmān I. al-Aʿwar (der Einäugige) († 418) ein. Seine Macht beruhte unter anderem auf der Anwesenheit persischer Elite-Kavallerie, die damals in Ḥīra stationiert war. Er errichtete das berühmte Schloss al-Ḫawarnaq auf einer Anhöhe östlich von Ḥīra als neue Residenz der Lachmidenkönige. Sein Sohn Munḏir I. (418–462) erlangte eine solche Machtposition, dass er nach dem Tod des Sasanidenkönigs Yazdegerd I. die Thronfolge von dessen Sohn Bahrām V. gegen erheblichen Widerstand durchsetzen konnte. Bahrām hatte einen Teil seiner Jugend am Lachmidenhof verbracht. 421/422 beteiligte sich Munḏir an Bahrāms Krieg gegen das Oströmische Reich, wobei er eine schwere Niederlage erlitt (siehe Römisch-Persische Kriege).
Am Ende des 5. Jahrhunderts regierte König an-Nuʿmān II. († 503), der sich als Vasall des Sasanidenkönigs Kavaḏ I. am Krieg gegen die Oströmer beteiligte und dabei ums Leben kam. In der Abwesenheit an-Nuʿmāns II. überfielen und plünderten feindliche Araber seine Hauptstadt.

## Blütezeit
Unter dem Sohn an-Nuʿmāns II., König Mundir III. (griechisch Alamoundaros; † 554), dem berühmtesten Lachmiden, erlebte das Lachmidenreich eine glanzvolle Epoche. Seine Regierungszeit war von Auseinandersetzungen mit den Oströmern und den mit ihnen verbündeten Ghassaniden geprägt, wobei er in der Offensive war und auf seinen Raubzügen in Syrien Verheerungen anrichtete. Schon kurz nach seinem Regierungsantritt unternahm er einen Feldzug nach Palästina. Wahrscheinlich im Jahre 519 (nicht 524, wie früher angenommen wurde) konnte er mit Kaiser Justin I. an der berühmten Konferenz von Ramla (eine Ortschaft südöstlich von Ḥīra) einen vorteilhaften Friedensvertrag schließen, der aber nicht lange Bestand hatte. An dieser Konferenz nahmen auch Gesandte und Geistliche aus dem Sasanidenreich teil, es wurden wichtige Weichenstellungen für die Zukunft der Arabischen Halbinsel und für eine Regelung der religiösen Konflikte vorgenommen. Dabei konnte das Lachmidenreich seine Schlüsselstellung als bedeutende Regionalmacht demonstrieren. Der Geschichtsschreiber Ṭabarī berichtet, Munḏirs Herrschaftsbereich habe Oman und Bahrain umfasst und sich bis aṭ-Ṭā'if erstreckt. Sogar Yaṯrib (Medina) stand unter seiner Kontrolle. 531 hatte er am persischen Sieg bei der Schlacht von Callinicum (heute Ar-Raqqa) über den oströmischen Feldherrn Belisar wesentlichen Anteil. Später erhielt er von den Oströmern offenbar erhebliche Tributzahlungen.
Allerdings erlitt Munḏir auch vorübergehend einen spektakulären Rückschlag: In der zweiten Hälfte der zwanziger Jahre eroberte der in Zentral- und Nordarabien lebende Stammesverband der Kinda unter al-Ḥāriṯ ibn ʿAmr seine Hauptstadt Ḥīra. Munḏir konnte die Kinda aber bald vertreiben. Er selbst fiel 554 im Kampf gegen den Ghassaniden al-Ḥāriṯ ibn Ǧabala (griechisch Arethas), dessen Sohn er in den vierziger Jahren gefangen und der Göttin al-'Uzzā geopfert hatte. Sein Sohn und Nachfolger ʿAmr ibn Hind (554–569/570) spielt in der Dichtung eine wichtige Rolle; er wird als kriegerischer und grausamer Herrscher beschrieben und wurde von dem berühmten Dichter ʿAmr ibn Kulṯūm ermordet. Man nannte ihn nach seiner Mutter ibn Hind; sie war eine von Munḏir III. gefangengenommene Tochter des Kinda-Herrschers al-Ḥāriṯ.

## Untergang
Nach dem Tod des Königs ʿAmr ibn Hind erlitten die Lachmiden unter den Königen Qabus ibn al-Mundhir (569–573) und Al-Mundhir IV. ibn al-Mundhir (574–580) mehrere Niederlagen gegen die Ghassaniden, die 575 Ḥīra einnahmen und niederbrannten. König an-Nuʿmān III. (580–602), der letzte Lachmidenherrscher, war in Kämpfe mit arabischen Stämmen verwickelt, die ungünstig verliefen, aber keine ernste Bedrohung seiner Herrschaft bedeuteten. Zum Verhängnis wurde ihm, dass er das Vertrauen seines Oberherrn, des Sasanidenherrschers Ḫusraw II. (Chosrau II.), verlor. Als Grund dafür wird eine Hofintrige angegeben; möglicherweise wollte Ḫusraw Bestrebungen des Lachmiden, sich dem persischen Einfluss zu entziehen, entgegentreten. An-Nuʿmān musste aus Ḥīra fliehen. Schließlich wurde er Ḫusraw ausgeliefert oder ergab sich ihm. Im Jahr 602 ließ ihn Ḫusraw töten. Sein Schicksal bot den Dichtern und Geschichtsschreibern reichlich Stoff zur Legendenbildung. Mit dem ruhmlosen Untergang dieses Herrschers endete die Lachmidendynastie.
Ḫusraw setzte zunächst eine Übergangsverwaltung ein, die von einem nicht-lachmidischen Araber und einem Perser geleitet wurde; 611 gliederte er das Territorium gänzlich in sein Reich ein. Dies erwies sich als Fehler, denn die Lachmiden hatten das Sasanidenreich sowohl gegen Angriffe von der Arabischen Halbinsel abgeschirmt als auch die Ghassaniden einigermaßen in Schach gehalten und die Oströmer bekämpft. Die verhängnisvolle Fehleinschätzung des Sasanidenkönigs führte zur persischen Niederlage bei Ḏū Qār (spätestens 611) gegen eindringende Araber, die als erster arabischer Sieg über die persische Großmacht den Mythos der sasanidischen Überlegenheit zerstörte. Die Vernichtung des Lachmidenreichs war somit eine wichtige Weichenstellung für den Untergang der Sasanidenherrschaft im Kampf gegen die Muslime. Schon 633 ergab sich Ḥīra den Muslimen unter Ḫālid ibn al-Walīd (siehe Islamische Expansion).

## Religion und Kultur
Der Dynastiegründer ʿAmr ibn ʿAdī bot den Manichäern, deren Religion im Sasanidenreich unter den Königen Bahrām I. und Bahrām II. unterdrückt wurde, in Ḥīra Zuflucht. Sein Sohn und Nachfolger Imruʾ al-Qays hat sich, wie Ṭabarī – Hišām al-Kalbī folgend – berichtet, im frühen 4. Jahrhundert für das Christentum entschieden. Seine Nachfolger waren aber pagan. Offenbar wurde bereits im 4. Jahrhundert ein ostkirchliches (nestorianisches) Bistum in Ḥīra eingerichtet; mehrere nestorianische Bischöfe des 5. und des 6. Jahrhunderts sind bekannt. Im Lachmidenreich dominierten die Nestorianer unter den Christen, die Monophysiten konnten anscheinend kein Bistum gründen. Bei den Ghassaniden hingegen setzte sich der Monophysitismus durch. Die Frau des Lachmidenkönigs Munḏir III. war Christin und gründete ein Kloster in Ḥīra, aber Munḏir brachte der Göttin al-ʿUzzā Menschenopfer dar, und die Könige nahmen das Christentum weiterhin nicht an. In der Hauptstadt und ihrer Umgebung entstanden jedoch zahlreiche Kirchen und Klöster. Erst der letzte Lachmidenherrscher, an-Nuʿmān III., ließ sich spätestens 593 nestorianisch taufen. Die Annahme des christlichen Glaubens hinderte an-Nuʿmān allerdings nicht daran, weiterhin Polygamie zu praktizieren.
Ḥīra war ab dem vierten Jahrhundert das einzige bedeutende städtische Zentrum im nordarabischen Raum. Dazu trug die Rolle der Stadt als Handelsplatz bei; sie lag auf der Karawanenstrecke von Iran zur Arabischen Halbinsel. Daher kam der Lachmidenhauptstadt auch die Funktion eines kulturellen Mittelpunkts zu, vor allem in der Spätzeit des Reichs. Es wird vermutet, dass Ḥīra bei der Entwicklung der arabischen Schrift eine Rolle spielte; Einzelheiten sind umstritten. Die Stadt erlebte aber nach der Eroberung durch die Muslime im Schatten des neu gegründeten nahen Kufa einen Niedergang; im 11. Jahrhundert verschwindet sie aus den Quellen.
Lachmidenherrscher traten als Mäzene der Dichter hervor, von denen sie entsprechend gepriesen wurden. Die unterschiedlichen Charaktere und wechselhaften Schicksale der Lachmidenherrscher boten reichlich Anlass zu poetischer Darstellung. Zu den bedeutenden Dichtern, die sich in der Lachmidenzeit am Hof von Ḥīra aufhielten, zählte der Christ ʿAdī ibn Zayd al-ʿIbādī, der bei der Thronfolge an-Nuʿmāns III. eine wesentliche Rolle spielte, dann aber von diesem König eingekerkert und getötet wurde. Ein Hofpoet an-Nuʿmāns III. war an-Nābiġa aḏ-Ḏubyānī, einer der berühmtesten arabischen Dichter; er fiel zeitweilig bei seinem Herrscher in Ungnade und kam nur knapp mit dem Leben davon. Wegen der gefürchteten Launenhaftigkeit der Könige war das Leben der Dichter am Hof gefährlich. Weitere bekannte Dichter, die sich in der Zeit der kulturellen Blüte im 6. Jahrhundert in Ḥīra aufhielten, waren Abū Dāwūd al-Iyādī, der am Hof Munḏirs III. das Amt eines Stallmeisters versah und mit Gedichten auf Pferde hervortrat, sein Zeitgenosse ʿAbīd ibn al-Abraṣ, der wegen seiner Natur- und Tierdichtung geschätzt wird, der bereits erwähnte ʿAmr ibn Kulṯūm, al-Mutalamis und sein Enkel Ṭarfa (ʿAmr ibn al-ʿAbd ibn Sufyān), Maymūn ibn Qays al-Aʿšā und Labīd ibn Rabīʿa.